# Jove Orquestra Simfònica de Barcelona
Jove Orquestra Simfònica de Barcelona (JOSB) és una orquestra simfònica que es va fundar el 2015 a Barcelona sota la direcció titular i artística del director d'orquestra Carlos Checa.
Ha actuat a l'Auditori de Barcelona i al Palau de la Música Catalana.